# Alonte
Alonte es un municipio italiano de 2.124 habitantes de la provincia de Vicenza (región de Véneto). 

## Demografía
| Gráfica de evolución demográfica de Alonte entre 1861 y 2001 |
|                                                              |
| fuente ISTAT - elaboración gráfica a cargo de Wikipedia      |